# French Open 2021 (gra podwójna na quadach)
French Open 2021 – gra podwójna na quadach – zawody deblowe na quadach, rozgrywane w ramach drugiego w sezonie wielkoszlemowego turnieju tenisowego, French Open. Zmagania miały miejsce dnia 6 czerwca na ceglanych kortach Stade Roland Garros w 16. dzielnicy francuskiego Paryża.

## Zawodnicy rozstawieni
| Numer | Tenisiści                     | Osiągnięcie |
| ----- | ----------------------------- | ----------- |
| 01    | Dylan Alcott Sam Schröder     | finał       |
| 02    | Andrew Lapthorne David Wagner | zwycięstwo  |

## Drabinka

#### Klucz
- w/o – walkower
- k – krecz
- d – dyskwalifikacja
- Q – kwalifikant
- WC – dzika karta
- LL – szczęśliwy przegrany
- Alt – zawodnik zastępczy
- PR – ochrona rankingu
- SE – specjalna przepustka
- ITF – ranking ITF
- JE – ranking juniorski

### Faza finałowa
|  |       |                               |    |   |    |
|  | Finał |                               |    |   |    |
|  |       |                               |    |   |    |
|  |       |                               |    |   |    |
|  |       |                               |    |   |    |
|  | 1     | Dylan Alcott Sam Schröder     | 61 | 6 | 7  |
|  | 1     | Dylan Alcott Sam Schröder     | 61 | 6 | 7  |
|  | 2     | Andrew Lapthorne David Wagner | 7  | 4 | 10 |
|  | 2     | Andrew Lapthorne David Wagner | 7  | 4 | 10 |
|  |       |                               |    |   |    |

## Pula nagród
| Runda     | Punkty |
| Zwycięzcy | 800    |
| Finaliści | 100    |